# Lomtjärnen (Särna socken, Dalarna, 684487-135646)
Lomtjärnen är en sjö i Älvdalens kommun i Dalarna och ingår i Dalälvens huvudavrinningsområde.